# Solarpark Finsterwalde
Der Solarpark Finsterwalde ist ein 2010 und 2011 in Betrieb gegangenes Photovoltaikkraftwerk bei Finsterwalde (Brandenburg). Die elektrische Spitzenleistung ist mit 80,7 MWp angegeben. Technisch realisiert wurde das Projekt von den Photovoltaikunternehmen LDK Solar (China) und Q-Cells (Deutschland). Standort ist der ehemalige Braunkohletagebau Kleinleipisch.
Das Solarkraftwerk teilt sich in drei unabhängige Felder, wobei Finsterwalde I mit einer elektrischen Leistung von 41 MWp spezifiziert ist. Die jährlich ins Netz gespeiste reale Energie ist mit 38 GWh veranschlagt, was einer mittleren Leistung von 4,3 MW entspricht.
Die beiden restlichen Felder Finsterwalde II und III mit zusammen 40 MWp gingen 2011 ans Netz. Damit erstreckt sich der gesamte Park auf einer Fläche von 198 Hektar.
Der Solarstrom wird hier noch mit 0,3194 EUR/kWh vergütet. Die Einspeisevergütung ist in dieser Höhe auf 20 Jahre festgelegt.
Q-Cells hat den Solarpark Finsterwalde I im Januar 2011 an Beteiligungsgesellschaften der LHI Leasing (Pullach) verkauft, eine Tochter der Landesbank Baden-Württemberg und der Nord/LB.
Finsterwalde II und III verkaufte Q-Cells an die Blue Forrest Solar Holding, einem Joint-Venture der DIF Infrastructure II (DIF) und des NIBC European Infrastructure Fund (NIBC).